# Aethotaxis mitopteryx
Aethotaxis mitopteryx (H. H. DeWitt, 1962), conosciuto nei paesi anglofoni come longfin icedevil o threadfin pinhead, è una specie di pesce attinopterigo della famiglia dei Nototenidi. Unica specie conosciuta del suo genere, è nativa dell'Oceano Australe.

## Tassonomia
Aethotaxis mitopteryx venne descritto formalmente per la prima volta nel 1962 dall'ittiologo statunitense Hugh Hamilton DeWitt, con il tipo nomenclaturale raccolto morto sulla superficie delle acque della Penisola di Hut Point, vicino all'Isola di Ross nel Canale McMurdo. DeWitt descrisse anche il genere in cui classificò questa specie, rendendolo di fatto monotipo. Nonostante ciò, altre autorità classificano questo genere solamente nella sottofamiglia Pleuragrammatinae, ma la quinta edizione di Fishes of the World non include sottofamiglie nei Nototheniidae. Il nome del genere è un composto di ethes, che significa "inusuale, strano", e taxis, ovvero "linea", in riferimento all'inusuale linea laterale superiore che curva, fino a scendere verticalmente per un breve tratto all'altezza del primo raggio molle della seconda pinna dorsale, per poi proseguire normalmente verso la pinna caudale, mentre il nome specifico è una combinazione di mitos, ovvero "filo, stringa" e pteryx, cioè "pinna", un'allusione al filamento che si estende dalla prima pinna dorsale fino alle pinne pelviche.

## Descrizione
Il longfin icedevil ha un corpo oblungo, leggermente compresso, con una testa appiattita e un lungo muso. La larga bocca è obliqua, con la mascella inferiore che tende a protendere, mentre entrambe le fauci posseggono bande di denti sottili o villiformi e i pori dei canali sensoriali sono grandi. La linea laterale superiore è coperta di scaglie tubolari che curvano gravemente sotto la pinna dorsale posteriore, risalendo poi verso la fine della stessa pinna. Oltre a questa, vi sono anche una linea laterale mediana ed una inferiore. Non sono presenti scaglie sul muso, davanti agli occhi o sulla cima della testa. La prima pinna dorsale contiene 7 raggi, dei quali i primi due si estendono in un lungo filamento, mentre la seconda possiede 34 raggi molli e la pinna anale 30. Il primo raggio di ciascuna delle pinne pelviche è anch'esso allungato a modo di filamento, mentre la pinna caudale è arrotondata. Questa specie raggiunge una lunghezza massima di 42 centimetri. Il loro colore è grigio con tinte viola, più chiaro sul ventre e quasi metallico nella parte superiore.

## Distribuzione, habitat e biologia
A. mitopteryx si trova nel mare antartico, dove è stato riscontrato nelle acque del Mare di Ross e del Mare di Weddell, a profondità fino ad 850 metri. Questa specie conserva molti lipidi nel proprio tessuto adiposo e contiene poco calcio nelle proprie lische per facilitare il galleggiamento, non usa le proprie pinne pettorali per riposare poiché i suoi raggi sono troppo molli, ma le usa per nuotare, anche più della propria pinna caudale. Le larve sono abbondanti in molte aree, ma alcuni esemplari adulti studiati suggeriscono che migrazioni per la fregola non avvengano frequentemente. Le caratteristiche del loro sangue suggeriscono che abbiano una crescita molto lenta e uno stile di vita altrettanto inoperoso, adatto a ridurre al minimo la spesa di energie, per poter sopravvivere alle temperature delle acque antartiche. Questi pesci hanno un elevato tasso riproduttivo e raggiungono presto la maturità sessuale, nonostante la loro vita sia molto lunga.